# Carlo Emilio Gadda
Carlo Emilio Gadda (14. listopadu 1893, Milán – 21. května 1973, Řím) byl italský inženýr a spisovatel, jeden z nejoriginálnějších italských prozaiků. Jeho dílo, jehož velká část byla napsána v období mezi dvěma světovými válkami, bylo skutečně doceněno až v 60. letech 20. století.

## Život
Narodil se v Miláně jako syn drobného průmyslníka a profesorky francouzštiny. Otec zemřel roku 1909 a zanechal díky svým špatným investicím rodinu ve finančních potížích. Se svou přísnou matkou měl velmi komplikovaný vztah, což se stalo jedním z témat jeho díla. Protože se jí bál odporovat, šel podle jejího přání po skončení střední školy studovat na Milánskou polytechniku. Roku 1915 však studia opustil a dobrovolně narukoval do armády, kde bojoval jako člen elitních horských jednotek zvaných Alpíni. Roku 1917 se po bitvě u Caporetta dostal do německého zajetí, kde se seznámil s dramatikem Ugem Bettim a prozaikem Bonaventurou Tecchim, kteří ovlivnili jeho další literární vývoj. Své trauma z války a osobní krizi vyvolanou smrtí bratra Enrica, který bojoval jako pilot a byl sestřelen v dubnu 1918, vylíčil ve svém Deníku z války a vězení (Giornale di guerra e di prigionia), který si psal v letech 1915 až 1919 a který vyšel knižně až roku 1955. V tomto deníku se již plně projevují psychologické motivace jeho příštích literárních postav, jako je neuróza a chorobná úzkost.
Po skončení války dokončil roku 1920 svá studia na polytechnice a v letech 1920–1922 pracoval jako inženýr na Sardinii a v Lombardii a pak do roku 1924 v Argentině. Po návratu odešel pracovat k vatikánským technickým službám, později učil matematiku na gymnáziu v Miláně. Začal také studovat filozofii, ale studia nedokončil. Do roku 1931 opět vykonával své povolání inženýra a pracoval ve Francii, v Německu a v Belgii. Poté se plně věnoval literární dráze. Od roku 1940 žil ve Florencii, kde se spřátelil s celou řadou prozaiků a básníků (například s Eugeniem Montalem), se kterými roku 1945 založil časopis Il Mondo. Roku 1950 se přestěhoval do Říma a do roku 1955 zde pracoval v kulturním oddělení italského státního rozhlasu. V Římě také zemřel a je zde pochován.

## Dílo
Debutoval roku 1927 v časopise Solaria esejem Manzoniovská apologie (Apologia manzoniana). Následně publikoval celou řadu črt, povídek, novel i románů, na kterých pracoval i několik let a které se vyznačují velmi složitou skladbou. Díky jeho „baroknímu“ stylu, mísícímu různé jazykové roviny a spisovnou italštinu s jejími dialekty, slangem, s technickými výrazy i se slovy z cizích jazyků, jsou jeho díla čtenářsky velmi náročná. Jazykovou stránkou svých děl Gadda silně ovlivnil představitele italské neoavantgardy.
Hlavním motivem jeho tvorby je zobrazení rozkladu buržoazie a kritika společnosti, která potlačuje v člověku jeho smysl pro spravedlnost a stud a jeho úctu k rozumu. To vyvolává zmatky v lidských vztazích, ze kterých vznikají mýty pohlaví, krve a smrti. Kromě rodinných anomálií, vycházejících z nezdravého ovzduší jeho rodiny, je jeho dalším velkým tématem expresívní satira fašistického režimu, kterého byl dlouho příznivcem a se kterým se myšlenkově rozešel až počátkem čtyřicátých let. Dnes je Gadda považován za osobnost rovnou takovým novátorům jako byl James Joyce, Franz Kafka, Marcel Proust nebo Robert Musil.

### Seznam děl

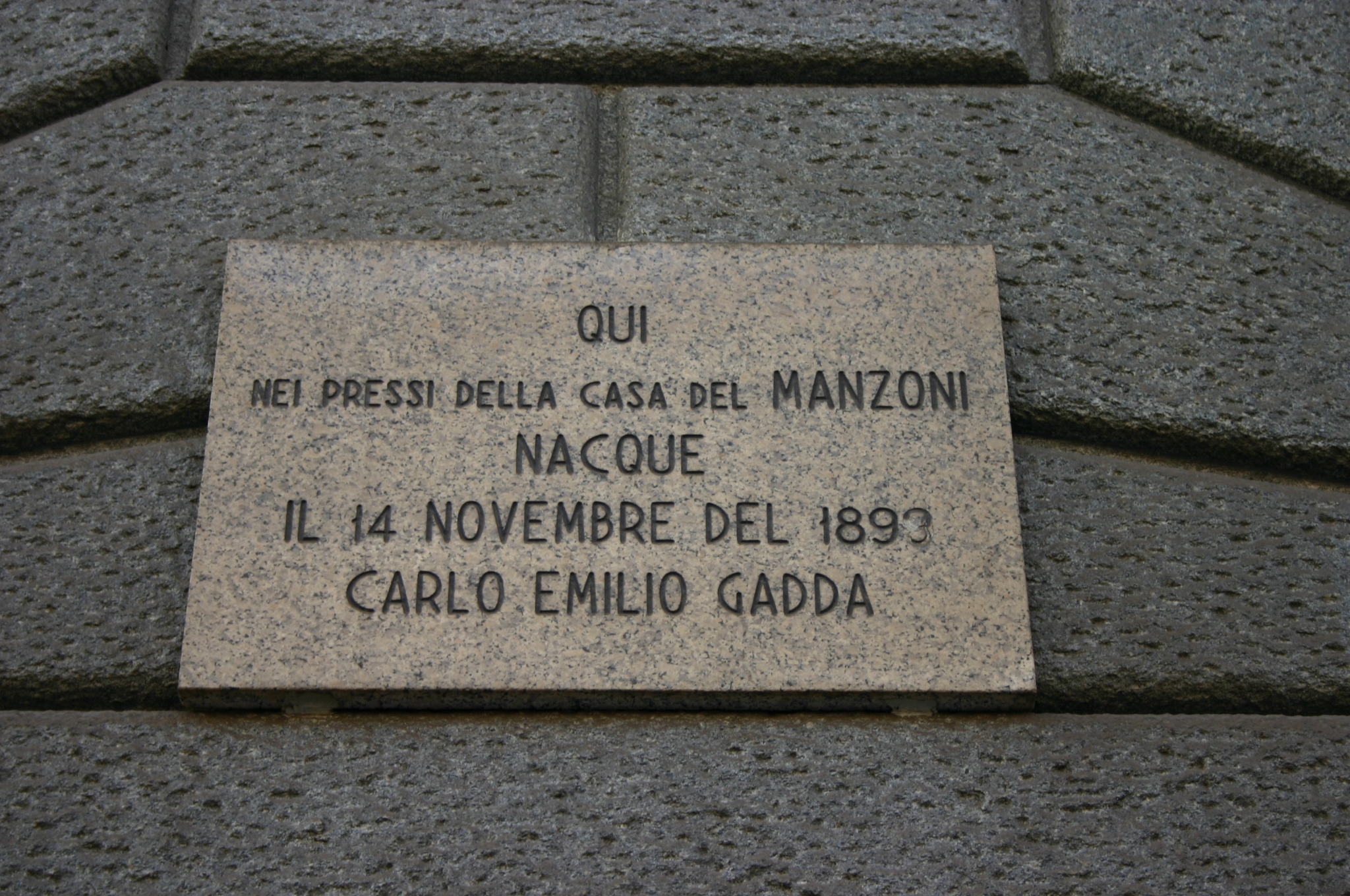
Pamětní deska v Miláně na domě, kde se Gadda narodil

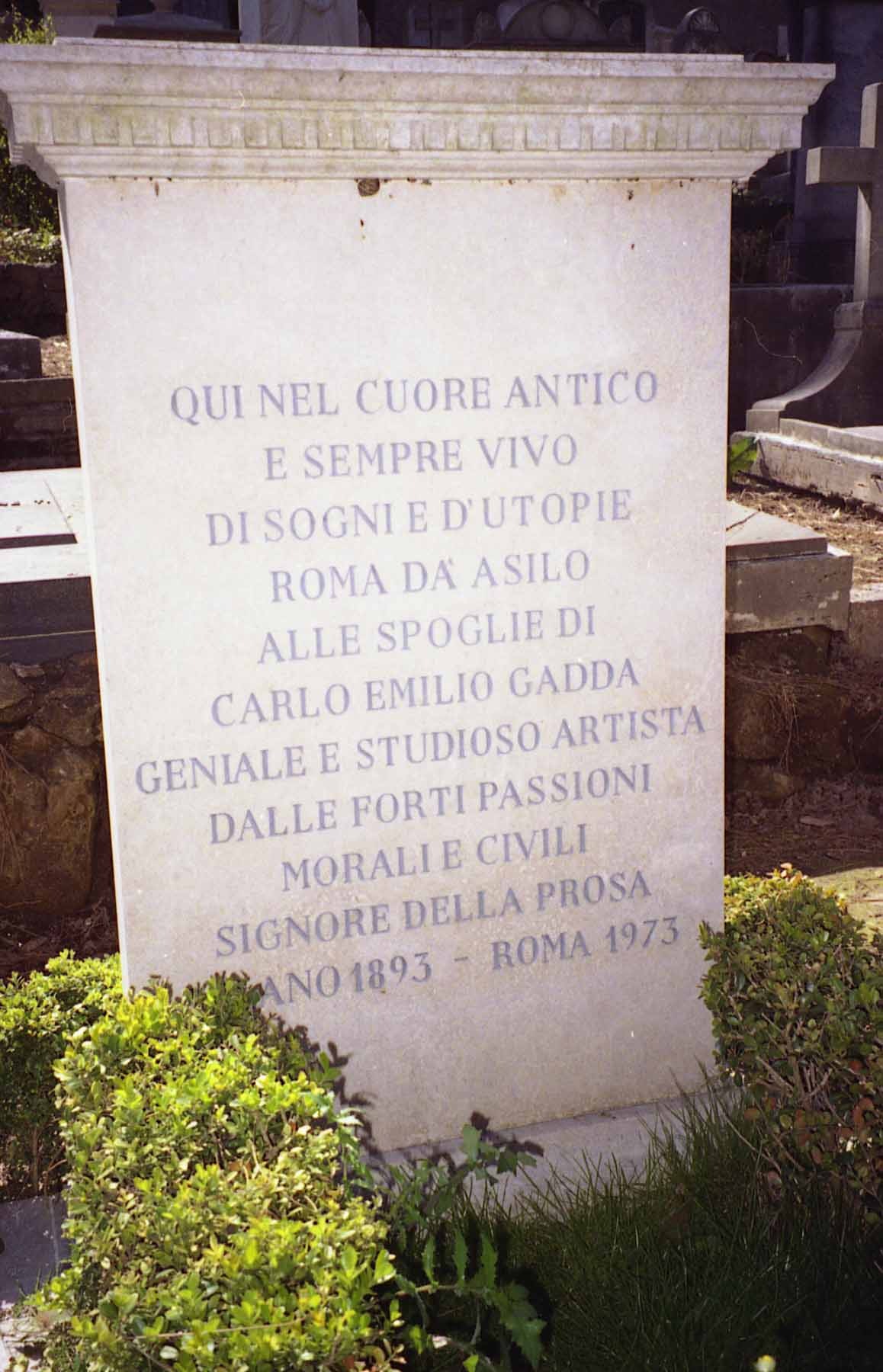
Spisovatelův hrob v Římě

- La Madonna dei filosofi (1931, Madona filozofů), sbírka povídek.
- Il castello di Udine (1934, Udinský zámek), sbírka příběhů, vzpomínek a autobiografických fragmentů, za kterou dostal cenu Premio Bagutta.[3]
- La cognizione del dolore (1938-1941, Seznání bolesti), nedokončený román vycházející na pokračování v časopise Letteratura, knižně roku 1963. Po svém knižním vydání obdržel román mezinárodní cenu Premio Formentor de las Letras.[4] Osou jeho příběhu je nesnesitelné soužití syna a matky, které skončí tragicky.
- Le meraviglie d'Italia (1939, Italské divy), reportáže.
- Gli anni (1943, Ty roky).
- L'Adalgisa. Disegni milanesi (1944, Adalgia. Milánské črty), satirické zobrazení milánské lepší společnosti.
- Quer pasticciaccio brutto de via Merulana (1946–1947, česky jako Ten zatracený případ v Kosí ulici), román, vycházel nejprve na pokračování v časopise Letteratura, knižní vydání je z roku 1957. Příběh tohoto "antidetektivního" románu se odehrává v roce 1927 ve fašistickém Římě a popisuje vyšetřování dvou zločinů (loupeže a vraždy), které se udály v rozpětí tří dnů. Román je považován za autorovo vrcholné dílo[2]
- Il primo libro delle favole (1952, První kniha bajek).
- Novelle dal Ducato in fiamme (1953, Vévodství v plamenech), sbírka povídek napsaných na různá témata (od událostí první světové války až po epizody z kriminálního života), které vznikly již v období fašismu. Jde vlastně o jakousi kroniku italského života v letech 1914-1943. Sbírka po svém vydání obdržela cenu Premio Viareggio. [5]
- Giornale di guerra e di prigionia (1955, Deník z války a vězení), psáno v letech 1915–1919.
- I sogni e la folgore (1955, Sny a blesky), obsahuje La Madonna dei filosofi, Il castello di Udine a L'Adalgisa.
- I viaggi la morte (1958, Cesta smrti).
- Verso la Certosa (1961, Ke Kartouze).
- Accoppiamenti giudiziosi (1963, Rozvážná spojení), povídky z let 1924-1958.
- I Luigi di Francia (1964, Francouzští Ludvíkové).
- Eros e Priapo. Da furore a cenere) (1967, Eros a Priapos. Od zběsilosti k popelu), román, antifašistická groteska a expresívně satirický pamflet, ve kterém Gadda ukazuje, že fašismus nespadl z nebe, ale že je produktem dlouhodobých trendů italské kultury.
- La meccanica (1970, Mechanika), nedokončený román z let 1928-1929.
- Novella seconda (1971, Novela druhá).
- Meditazione milanese (1974, Milánské rozjímání), esej, napsáno již roku 1928, vydáno posmrtně.
- Il tempo e le opere (1982, Čas a dílo), posmrtně vydání eseje.
- Racconto italiano di ignoto del Novecento (1983, Italská povídka neznámého autora 20. století), posmrtně vydaný román z let 1924–1926.
- Il palazzo degli ori (1983, Palác zlata), posmrtně.
- Poesie (1993, Básně), posmrtně vydaná sbírka autorových básní

## Filmové adaptace
- Un maledetto imbroglio (1959, Zatracený malér), italský film podle románu Ten zatracený případ v Kosí ulici, režie Pietro Germi, v hlavních rolích Pietro Germi, Claudia Cardinalová a Franco Fabrizi.
- Quer pasticciaccio brutto de via Merulana (1983), čtyřdílný italský televizní film, režie Piero Schivazappa.
- Quer pasticciaccio brutto de via Merulana (1996), italský televizní film, režie Giuseppe Bertolucci.

## Česká vydání
- Ten zatracený případ v Kosí ulici, SNKLU, Praha 1965, přeložil Zdeněk Frýbort.
- Seznání bolesti, Mladá fronta, Praha 1969, přeložil Zdeněk Frýbort.
- První flotila v noci, povídka ze sbírky Rozvážná spojení, obsaženo v antologii Deset italských novel, Československý spisovatel, Praha 1970, přeložil Zdeněk Frýbort.
- Vévodství v plamenech, Odeon, Praha 1984, přeložil Zdeněk Frýbort.